# Ádámosi unitárius templom
Az ádámosi unitárius templom műemlékké nyilvánított templom Romániában, Maros megyében. A romániai műemlékek jegyzékében az MS-II-m-A-15587 sorszámon szerepel.

## Története
A templom 1518-ban épült, festett kazettás mennyezetét 1526-ban készítették. 1618 és 1695 között tíz zsinat színhelye volt. 1659. március 30-án az unitárius papság itt tett hűségesküt Barcsay Ákos fejedelemnek. 1663. október 21-én itt választották püspökké Koncz Boldizsárt.